# Gesetzgebungsverfahren (DDR)
In der DDR war nach der Auflösung der Länderkammer der DDR die Volkskammer das einzige gesetzgebende Organ. Bis 1958 hatte neben der Volkskammer auch die Länderkammer am Gesetzgebungsverfahren teilgenommen. Die Volkskammer hatte auch das Recht, die Durchführung von Volksabstimmungen zu beschließen. Dazu kam es in der DDR aber nur 1968, als eine neue Verfassung beschlossen wurde. Bis 1968 hatte es außerdem die Möglichkeit des Volksbegehrens gegeben. Dazu war es aber nie gekommen.

## Verfassung von 1949
In der 1949 in Kraft getretenen Verfassung war die Gesetzgebung in den Artikeln 81 bis 90 geregelt. Das Recht zur Einbringung von Gesetzen hatten die Regierung (ab 1950 Ministerrat), die Länderkammer sowie die Volkskammer. Die Gesetze wurden von der Volkskammer beschlossen, für verfassungsändernde Gesetze war eine Zwei-Drittel-Mehrheit erforderlich. Die Länderkammer hatte gegen die Gesetzesbeschlüsse der Volkskammer ein Einspruchsrecht, die Volkskammer konnte sich jedoch mittels einer erneuten Abstimmung über den Einspruch hinwegsetzen. Die Gesetze waren durch den Volkskammerpräsidenten auszufertigen. Der Präsident der DDR (ab 1960 der Staatsratsvorsitzende) hatte das Gesetz im Gesetzblatt der DDR zu verkünden.
Beschlossene Gesetze mussten auf Verlangen von einem Drittel der Volkskammermitglieder für zwei Monate ausgesetzt werden und, wenn ein Zwanzigstel der Stimmberechtigten es verlangte, dem Volksentscheid unterbreitet werden. Dazu kam es jedoch nie, da die Volkskammer bis auf eine Ausnahme alle Gesetze einstimmig beschloss und es niemals genügend Gegenstimmen für eine Aussetzung gab.
Ein Volksentscheid musste auch dann durchgeführt werden, wenn ein Zehntel der Stimmberechtigten oder eine Partei oder eine Massenorganisation, die ein Fünftel der Stimmberechtigten repräsentierte, dies verlangte. Dazu kam es jedoch nie.

## Verfassung von 1968
Laut der am 9. April 1968 nach einem Volksentscheid in Kraft getretenen Verfassung war die Volkskammer „das einzige verfassungs- und gesetzgebende Organ in der Deutschen Demokratischen Republik“. Das Initiativrecht hatten die in der Volkskammer vertretenen Parteien und Massenorganisationen, die Ausschüsse der Volkskammer, der Ministerrat, der Staatsrat sowie der Freie Deutsche Gewerkschaftsbund. „Grundlegende Gesetze“ mussten vor ihrer Verabschiedung dem Volk zur „Erörterung“ vorgelegt werden. Die beschlossenen Gesetze wurden durch den Staatsratsvorsitzenden im Gesetzblatt verkündet. Es gab in dieser Verfassung zwar immer noch die Möglichkeit von Volksentscheiden, deren Durchführung musste aber von der Volkskammer beschlossen werden. Dazu kam es jedoch nie. Volksbegehren waren nun auch nicht mehr theoretisch möglich.

## Tatsächliche Verhältnisse
Das Gesetzgebungsverfahren hatte einen demokratisch-parlamentarischen Anschein. Da jedoch die Volkskammer lediglich mit den nach der Einheitsliste gewählten Abgeordneten der Blockparteien  besetzt war, kam es so gut wie nie zu echten Diskussionen. Bis zur Friedlichen Revolution 1989 kam es lediglich beim Gesetz über die Unterbrechung der Schwangerschaft zu Gegenstimmen seitens einiger CDU-Abgeordneten.
Tatsächlich wurden die meisten Gesetzentwürfe in den leitenden Gremien der SED ausgearbeitet und dem Ministerrat vorgelegt, der sie annahm. Die Gesetzentwürfe wurden über das Volkskammerpräsidium dem Plenum zugeleitet, das sie gewöhnlich nach einer Lesung beschloss.
Bei „Grundlegenden Gesetzen“ fanden Volksaussprachen statt, bei denen jedoch nur formale Fragen und Nebensächlichkeiten, nicht jedoch der Kern des Gesetzes zur Debatte standen.
Außerdem hatten der Ministerrat der DDR sowie dessen Präsidium das Recht, Verordnungen und Durchführungsbestimmungen zu erlassen. Von diesem Recht wurde weitgehend Gebrauch gemacht.